# Shay Latukolan
Shay Latukolan (Zwolle, 12 juli 1992) is een Nederlands choreograaf.

## Levensloop

### Jonge jaren
Latukolan groeide op in Zwolle en ontwikkelde een interesse in dans op jonge leeftijd. Hij nam deel aan hiphopbattles en maakte kennis met stijlen zoals popping en locking. In 2011 rondde hij zijn opleiding af aan de Utrechtse Dansacademie.

### Carrière
Na zijn opleiding nam Latukolan deel aan verschillende hiphopwedstrijden en behaalde overwinningen in competities zoals World of Dance, Notorious IBE en Juste Debout tussen 2011 en 2018. In 2015 was hij finalist in het televisieprogramma Everybody Dance Now. Zijn doorbraak kwam in 2019 met de choreografie voor de muziekvideo van Stormzy's Vossi Bop, waardoor hij de aandacht trok van een regisseur in Londen. Dit leidde tot verdere samenwerkingen met bekende artiesten in de muziekindustrie. In de daaropvolgende jaren creëerde hij choreografieën voor commercials van merken zoals Nike, Pepsi, Samsung en Adidas.
In 2022 breidde Latukolan zijn repertoire uit door te werken aan verschillende projecten, waaronder choreografie en regie voor Alleen in de pauze van Typhoon, choreografie voor de Milan Fashion Week, en choreografie voor muziekvideo's van Rosalía en Ed Sheeran. In samenwerking met de Britse regisseur Henry Scholfield werkte Latukolan aan de experimentele dansfilm Lost Man, waarin hij niet alleen de choreografie verzorgde, maar ook de hoofdrol speelde. In 2023 werkte hij samen met de band Jungle aan het visuele album Volcano, waarvan de track Back on 74 een virale hit werd op TikTok. Ook in 2023 ontwierp hij de choreografie voor de tour van Tinashe en regisseerde en choreografeerde hij Ala day van Typhoon.